# КОМТА
КОМТА — экспериментальный двухмоторный самолёт в компоновке триплан. Один из первых самолётов, построенных при советской власти в России. Не эксплуатировался. Опыт, полученный во время его постройки и испытаний, использовался при разработке следующих самолётов.

## История создания
К концу Первой мировой войны разработанные ещё в 1913 году самолёты «Илья Муромец» морально устарели и перестали удовлетворять возросшим требованиям военных. Поэтому после Гражданской войны оставшиеся самолёты стали использоваться для обучения лётчиков и гражданских перевозок.
В 1919 году специалисты из «Главвоздухфлота» после изучения опыта применения бомбардировочной авиации во время военных конфликтов определили тактико-технические характеристики, которыми должен обладать новый тяжёлый самолёт. В октябре того же года инженер базировавшегося в Сарапуле Дивизиона воздушных кораблей Александров предложил строить бомбардировщик на основе «Ильи Муромца». Над аналогичной машиной велась работа в ЦАГИ. В 1920 году их усилия были объединены, и при Высшем совете народного хозяйства была учреждена Комиссия по тяжёлой авиации — КОМТА (КОМПТА), председателем, которой был назначен Н. Е. Жуковский. В состав комиссии вошли также В. П. Ветчинкин, Б. Н. Юрьев, А. А. Архангельский, В. Л. Моисеенко, В. Л. Александров, А. А. Байков, М. В. Носов, А. М. Черёмухин, К. К. Баулин и А. Н. Туполев.

### Разработка
За основу был взят фюзеляж «Ильи Муромца». Трипланная схема была выбрана с целью увеличения несущей площади при меньшем размахе крыла. На среднем крыле были установлены имевшиеся на складе двигатели фирмы «Fiat», которые поставлялись в Россию во время Первой мировой войны. Для проверки расчётов модель самолёта была продута в аэродинамической трубе Московского высшего технического училища имени Баумана. Результаты продувки были сочтены обнадёживающими, и в январе 1921 года в мастерских Дивизиона воздушных кораблей началось изготовление частей и узлов самолёта, после чего они переправлялись в Москву для сборки на заводе «Авиаработник». В марте 1922 года самолёт был готов к испытаниям.

### Испытания
Первым испытателем был В. М. Ремезюк, имевший опыт пилотирования «Ильи Муромца». В ходе первых пробежек по аэродрому выяснилось, что в результате ошибки в расчётах самолёт не мог взлететь. Причиной оказался смещённый назад центр тяжести. Дефект был устранён перестановкой двигателей на метр вперёд, и зимой 1922—1923 года испытания продолжил Черёмухин.
С осени 1923 г до весны 1924 испытаниями самолёта занимались А. А. Томашевский и Б. Н. Кудрин. Но им не удалось получить скорость больше 130 км/ч и подняться выше 600 метров, в то время как у его предшественника «Ильи Муромца» скорость была такой же при практическом потолке 2800 — 4000 метров.

## Итоги
Неудачные испытания самолёта показали, что трипланная схема не подходит для боевых самолётов. Трёхъярусная коробка крыльев оказывала большое сопротивление потоку воздуха, и в результате самолёт недобирал в скорости, высоте и дальности полёта. Полученные в результате испытаний данные позволили не допускать подобных ошибок при конструировании следующих моделей самолётов.
Самолёт КОМТА был передан в Серпухов центру «Стрельбом» для обучения лётчиков поражению наземных целей.

## Память
16 июня 2012 года в Сарапуле, во время дней города, в честь 90-летия с момента создания, в торжественной обстановке был открыт памятник первому советскому самолёту. Модель самолёта, ставшая основным элементом памятника была собрана школьниками в сарапульском Центре детско-юношеского технического творчества.

## Лётно-технические характеристики
Источник данных: КОМТА, «Первым был КОМТА»

Технические характеристики
- Экипаж: 10
- Длина: 9,70 м.
- Размах крыла: 15,00 м.
- Высота: 6,00 м.
- Площадь крыла: 91 м²
- Масса пустого: 2650 кг.
- Нормальная взлётная масса: 3550 кг.
- Силовая установка: 2 × поршневой FIAT A-12
- Мощность двигателей: 2 × 240 лс.

Лётные характеристики
- Максимальная скорость: 145 км/ч.
- Крейсерская скорость: 120 км/ч.
- Практический потолок: 600 м.

Вооружение
- Бомбы: 500 кг.